# 西北官话
西北官话是过去官话分区方式中分出的官话的一个分支。它不是从语音特点，而是从地域分布进行划分的。它是指陕西、山西、甘肃、青海、宁夏、内蒙古部分地区、新疆的汉语的总和。目前其方言多被列入兰银官话与中原官话内。
由于中国语言地图集里的官话分区方式已成为中国大陆方言学界的事实标准，而官话研究集中于中国大陆，因此，旧分区方式使用的术语“西北官话”在方言学界已成为歷史的语言。不过，与类似的“华北官话”不同，“西北官话”一词在方言学界仍在使用，泛指西北地区的官话。